# Acholi (langue)
Pour les articles homonymes, voir Acholi.
L'acholi (ou acoli, akoli, acooli, atscholi, shuli, gang, lwoo, lwo, log acoli, dok Acoli) est une langue nilo-saharienne, de la branche des langues nilotiques parlée essentiellement en Ouganda (1 470 554 locuteurs en 2014), et également au Soudan du Sud, par les Acholis.

## Classification
L'acholi fait partie du sous-groupe oriental des langues nilotiques. Ce sous-groupe est aussi appelé langues luo.

## Écriture
| Alphabet | Alphabet | Alphabet | Alphabet | Alphabet | Alphabet | Alphabet | Alphabet | Alphabet | Alphabet | Alphabet | Alphabet | Alphabet | Alphabet | Alphabet | Alphabet | Alphabet | Alphabet | Alphabet | Alphabet | Alphabet | Alphabet | Alphabet |
| -------- | -------- | -------- | -------- | -------- | -------- | -------- | -------- | -------- | -------- | -------- | -------- | -------- | -------- | -------- | -------- | -------- | -------- | -------- | -------- | -------- | -------- | -------- |
| A        | B        | Bw       | C        | D        | E        | G        | I        | J        | K        | L        | M        | N        | Ny       | Ŋ        | O        | P        | Pw       | R        | T        | U        | W        | Y        |
| a        | b        | bw       | c        | d        | e        | g        | i        | j        | k        | l        | m        | n        | ny       | ŋ        | o        | p        | pw       | r        | t        | u        | w        | y        |